# Chiesa Arcipretale di San Secondino Vescovo e Confessore
La chiesa arcipretale di San Secondino Vescovo e Confessore è il principale luogo di culto cattolico di Bellona, in provincia di Caserta e arcidiocesi di Capua; è sede della forania di Bellona, con titolo di Arcipretura. 
La chiesa è dedicata a San Secondino, Vescovo Africano del III secolo esiliato dalla terra di origine che secondo la leggenda, naufragato sulle coste campane, si è fermato anche a Bellona per convertire al Cristianesimo la popolazione ancora in maggioranza pagana.

## Storia e descrizione

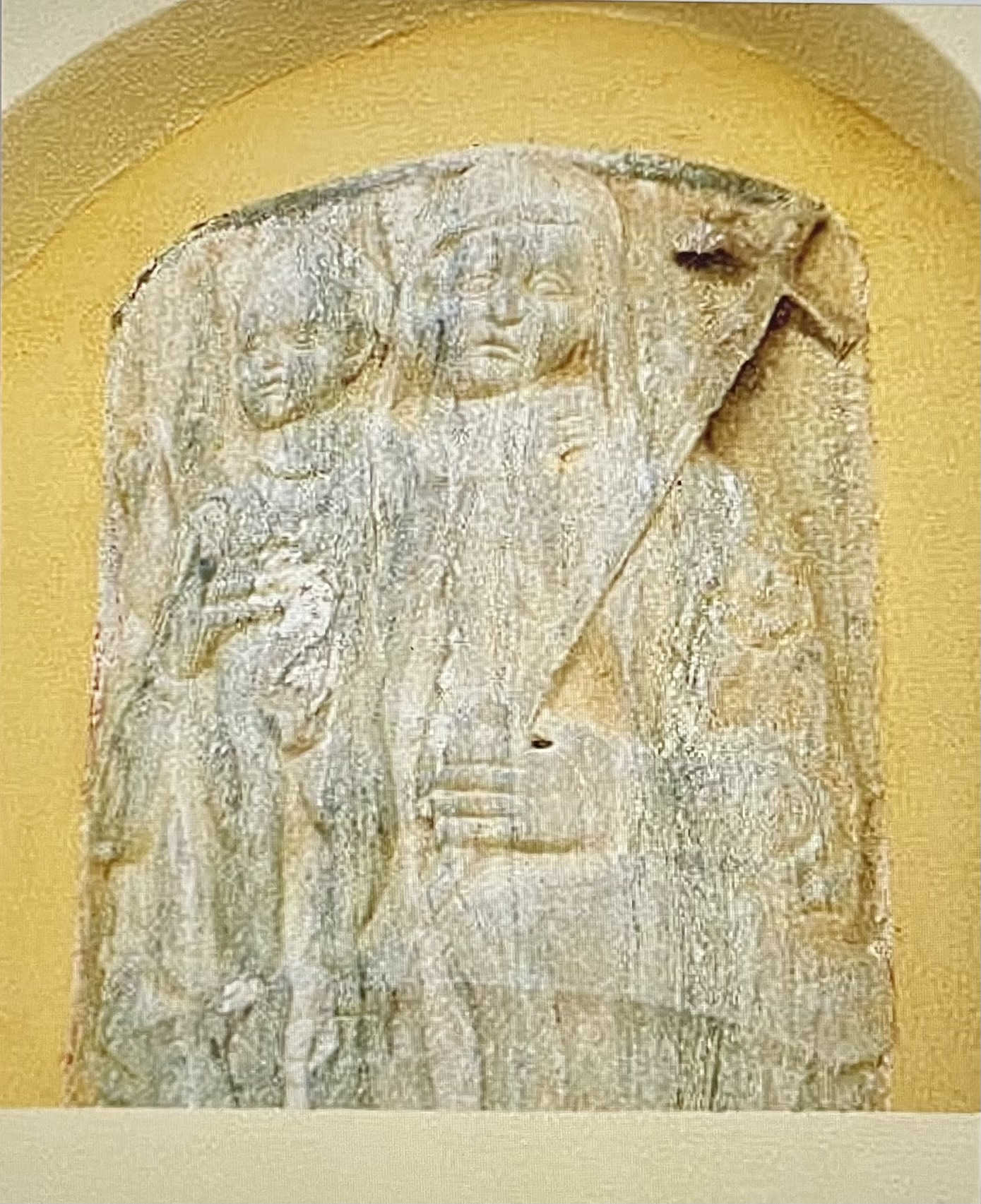
Rilievo del XV secolo presente sulla facciata, raffigurante Maria Santissima di Gerusalemme secondo l’iconografia tardomedievale.

Della Parrocchiale intitolata a San Secondino a Bellona si hanno notizie a partire dal XI secolo. Nel 1473, in seguito ad un ampliamento dell'edificio originario in stile romanico a croce latina, è stata ricavata l'attuale struttura a cupole, rimaneggiata poi più volte nel corso dei secoli fino ad assumere nel 1821 la configurazione strutturale odierna. 
L’edificio, delle dimensioni di 30×30m circa, è a pianta centrale, con struttura organizzata attorno alla cupola della navata centrale. L’interno è diviso in 3 navate, ciascuna munita di un proprio ingresso. Le navate laterali ospitano le due cupole minori realizzate nel XV secolo e comunicano con la navata centrale tramite tre arcate (quelle intermedie ricavate all'inizio del XX secolo).
La navata centrale è più alta e più ampia delle navate laterali, ospita una cupola ottagonale del diametro di circa 15m del XV secolo, ripristinata dal comune nel 1830.
Staccato dal corpo principale, nel piazzale antistante la chiesa sorge il campanile del XV secolo. Questo è diviso in quattro piani, sormontato da un cupolino che rimanda alla particolare struttura della chiesa. La torre ospita tre campane: la più piccola si trova all'ultimo piano, le due restanti sono collocate al piano sottostante. Alla campana maggiore, nel 1849, è stato affidato il nome di Santa Maria. Fino al secolo scorso il campanile era unito alla chiesa per mezzo di un cancello che delimitava il sagrato.

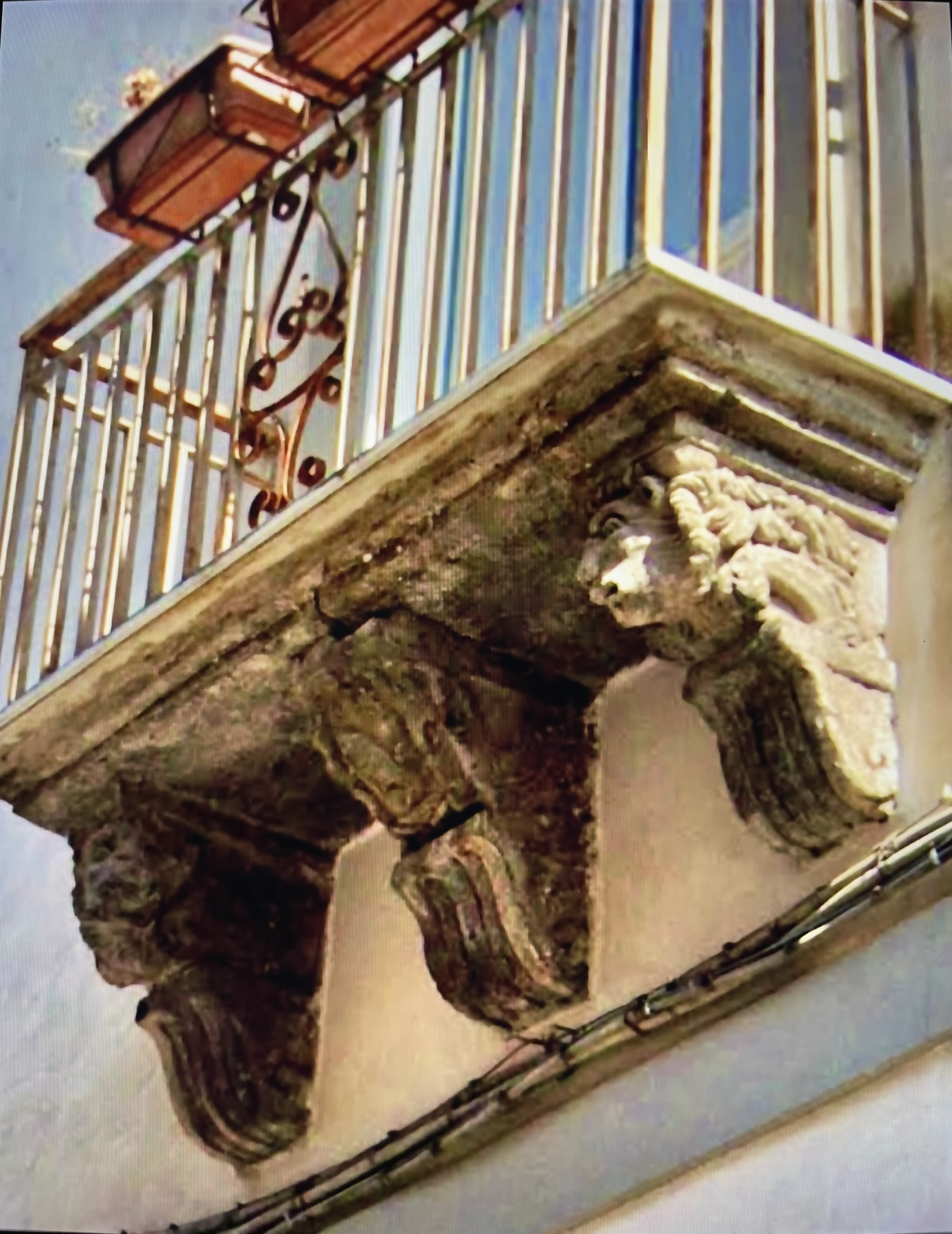
Sottobalcone del XVII secolo della casa canonica con stemma cardinalizio e due leoni.

Poco distante dalla chiesa sorge l'antica canonica, decorata da stemmi cardinalizi che individuano, a Bellona, la sede del "Corevescovo" della Terra Capuana, a testimonianza dell'antichità del complesso che, difatti, risulta essere una delle più antiche Parrocchie dell'Arcidiocesi di Capua.
L'Arcipretura di San Secondino Vescovo e Confessore è infatti a capo della Forania di Bellona dell'Arcidiocesi di Capua, comprendente:
- Arcipretura di San Secondino Vescovo e Confessore in Bellona;
- Parrocchia di San Salvatore in Triflisco di Bellona;
- Parrocchia di Santa Maria dell'Agnena in Vitulazio;
- Parrocchia di San Nicola di Bari in Falchi di Camigliano;
- Santuario di Santa Maria ad Rotam Montium in Leporano di Camigliano;
- Parrocchia di San Giovanni Evangelista in Pantuliano di Pastorano;
- Parrocchia di Santa Maria Maddalena in Giano Vetusto.

## Interno

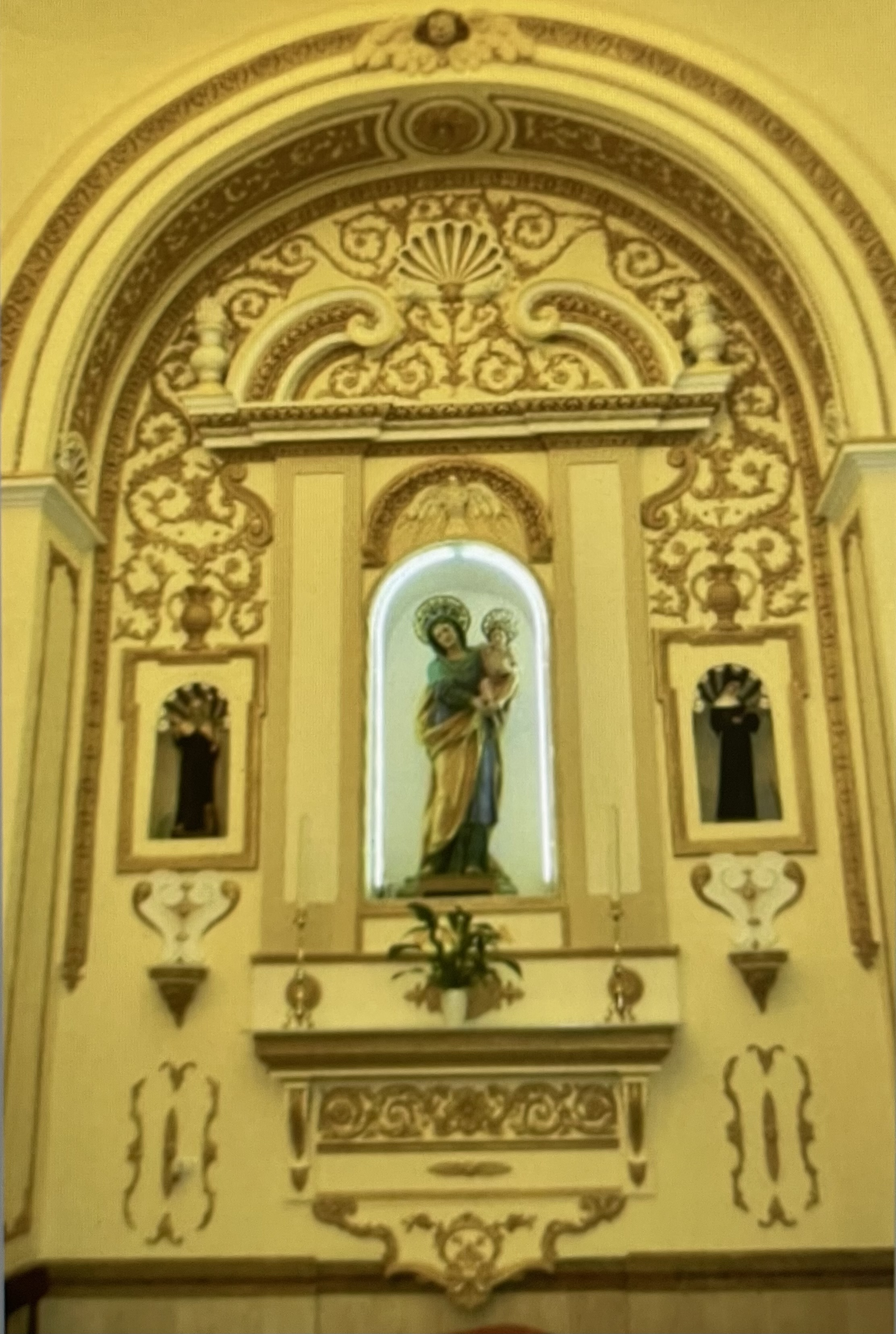
Cappella in stile barocco spagnolo del XVII secolo che ospita la statua di Sant’Anna e Maria Vergine bambina.

Impreziosito in passato quasi per intero da affreschi (oggi completamente ricoperti), l’interno della chiesa ospita decine di opere scultoree e dipinti. Tra le opere pittoriche figura la "Via Crucis" realizzata per la chiesa di San Secondino dall'artista francese Jean-Marie Gouttin nel 1968 e installata nell'edificio nel 1972 dopo una serie di importanti mostre; l'opera è composta da 14 pannelli distribuiti nelle navate laterali della chiesa.
Sono circa venti le statue custodite nella chiesa, realizzate in gran parte tra l'inizio del XVIII secolo e il XX secolo. Tra queste vi sono:
- Sant'Anna e Maria Vergine bambina (inizio XVIII secolo);
- San Giuseppe e Gesù Bambino (inizio XVIII secolo);
- San Sebastiano (inizio XVIII secolo);
- Estasi di San Francesco (inizio XIX secolo);
- San Secondino, Patrono di Bellona. La antica statua originaria è andata distrutta in un incendio che ha colpito la chiesa nel 1915. Nel 1916 è stata scolpita la statua attuale da Luigi De Luca. Nella chiesa, inoltre, è custodita un'antichissima reliquia del Santo vissuto nel III secolo;

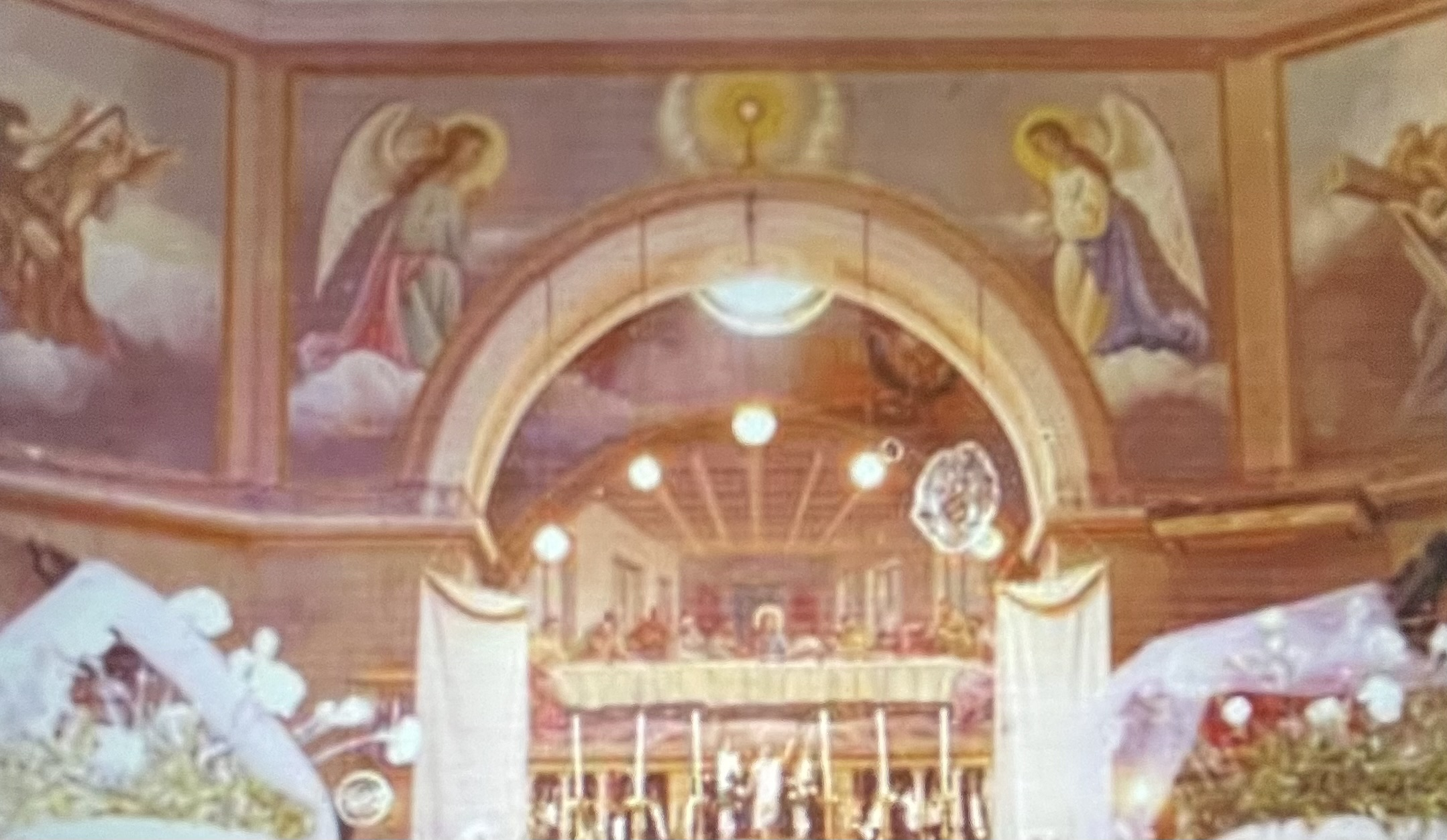
Interno della navata centrale interamente affrescato in una foto degli anni 1980-1990

- Maria Santissima di Gerusalemme, Patrona di Bellona. La statua originaria, scolpita nel 1806 come riproduzione dell'immagine fatta dipingere dal bellonese Priamo Marra nel 1419, presente nel Convento di Bellona, è andata distrutta nell'incendio che ha colpito la chiesa nel 1915. Il 24 aprile 1916 è giunta a Bellona la nuova statua scolpita da Luigi De Luca.Interno della navata centrale interamente affrescato in una foto degli anni 1980-1990